# Ecogénome
Un écogénome est l'ensemble de l'information génétique d'un organisme spécifique à un environnement. Chez les bactéries, l'écogénome d'une espèce correspond à une partie de son pangénome qui lui permet de subsister dans environnement.